# Will Cherry
Pour les articles homonymes, voir Cherry.
Will Cherry, né le 8 février 1991, à Oakland, en Californie, est un joueur américain de basket-ball. Il évolue au poste de meneur.

## Biographie
Cherry fait ses études universitaires dans le club des Grizzlies de l'université du Montana. Il y réalise de bonnes performances dans une équipe et une conférence, la Big Sky Conference moyennes.
Il n'est pas drafté à sa sortie de l'université en 2013 mais rejoint le Charge de Canton en D-League au début 2014. Il réalise de bonnes performances (11,6 points, 3,7 rebonds et 4,5 passes décisives de moyenne). Début novembre 2014, il est recruté par les Cavaliers de Cleveland en NBA mais joue très peu (8 rencontres et 1,9 point de moyenne) et est licencié fin novembre.
En décembre 2014, Cherry rejoint le Žalgiris Kaunas jusqu'à la fin de la saison.
En avril 2019, Cherry signe un contrat avec l'Olympiakós Le Pirée jusqu'à la fin de la saison en cours. En juillet, Cherry signe un nouveau contrat d'une saison avec l'Olympiakós. Il est cependant licencié en janvier 2020 et rejoint le Pallacanestro Reggiana peu après,.